# Micromonodes guarama
Micromonodes guarama är en fjärilsart som beskrevs av William Schaus 1904. Micromonodes guarama ingår i släktet Micromonodes och familjen nattflyn. Inga underarter finns listade i Catalogue of Life.